# Josef Klaus
Josef Klaus (15 de agosto de 1910 - 26 de julio de 2001) fue un político austríaco del Partido Popular Austríaco (ÖVP). Se desempeñó como Gobernador del Estado (Landeshauptmann) de Salzburgo de 1949 a 1961, como ministro de Finanzas de 1961 a 1963 y como Canciller de Austria de 1964 a 1970.

## Biografía
Nacido en Kötschach-Mauthen, Carintia, hijo de un maestro panadero, Klaus asistió al seminario menor católico en Klagenfurt. Estudió derecho en la Universidad de Viena. Obtuvo su doctorado en 1934 y trabajó en el departamento legal de la Cámara de Trabajo, que en ese momento estaba integrado en los centros sindicales unitarios austrofascistas por el gobierno del Estado Federal de Austria. Cuando la organización de la Cámara finalmente fue liquidada después del Anschluss en 1938 por la Alemania nazi, Klaus cambió al sector privado.
En 1936, Klaus se casó con Ernestine Seywald. Durante la Segunda Guerra Mundial sirvió en la Wehrmacht alemana, temporalmente como miembro del personal del General Heinz Guderian, así como en las campañas en Polonia, Francia, Finlandia y la Unión Soviética. Fue capturado a principios de 1945 y retenido en un campo de prisioneros de guerra. Después de la guerra trabajó como abogado en  Hallein; en 1948 se convirtió en presidente de la sección regional del ÖVP en el distrito de Hallein.
Fue elegido gobernador estatal de Salzburgo en 1949. Reelegido dos veces en 1954 y 1959, se convirtió en un miembro destacado del ÖVP. Cuando su colega de partido, el canciller Julius Raab, renunció en 1961, la influencia de Klaus como representante de los "jóvenes reformadores" creció. Fue nombrado ministro de Finanzas bajo el sucesor de Raab, Alfons Gorbach, a quien sucedió como presidente del ÖVP el 20 de septiembre de 1963. Cuando Gorbach renunció el 25 de febrero de 1964, Klaus también lo sucedió como Canciller de Austria.
En el cargo desde el 2 de abril de 1964, Klaus inicialmente continuó la gran coalición con el Partido Socialdemócrata de Austria (SPÖ), teniendo como vicecanciller a Bruno Pittermann. En las elecciones generales de 1966, el ÖVP bajo el liderazgo de Klaus ganó la mayoría absoluta. A pesar de esto, los recuerdos del faccionalismo que había afectado a la Primera República eran todavía lo suficientemente fuertes como para que Klaus inicialmente intentara continuar la gran coalición. Sin embargo, cuando las conversaciones con el sucesor de Pittermann como líder socialista, Bruno Kreisky, fracasaron, Klaus formó el primer gobierno de partido único de la Segunda República. En junio se acordaron los primeros pasos para concretar la unión de Austria a la Comunidad Económica Europea, lo que finalmente condujo a que el país se uniera a la Unión Europea en 1995.
Klaus comenzó muchas reformas y es recordado por su eficaz administración del gobierno, pero perdió las elecciones generales de 1970 ante los socialistas de Kreisky. Klaus pudo haber continuado en el cargo formando una coalición con el Partido de la Libertad de Austria (FPÖ), pero inmediatamente renunció después de perder las elecciones.
A pesar de su "imagen dura", Klaus fue celebrado en su 90 cumpleaños en todo el país. En septiembre de 1971 publicó sus memorias tituladas "Macht und Ohnmacht in Österreich", y hasta 1995 dirigió con frecuencia seminarios sobre temas políticos y sociales.